# Вулик (Marvel Comics)
Вулик (англ. Hive), також Альвіус (англ. Alvius) — вигаданий суперлиходій, який з’являється в американських коміксах, виданих Marvel Comics. Вулик був експериментом, здійсненим для фізичного втілення ідеалів вигаданої терористичної групи Гідра. Сутність складається з незліченної кількості генно-інженерних паразитів.
Вулик з'явився у третьому сезоні серіалу «Агенти Щ.И.Т.», де він був давнім нелюдом, і його в першу чергу зобразив Бретт Далтон.

## Історія публікацій
Вперше Вулик з’явився в «Secret Warriors» # 2 (травень 2009) І був створений Браяном Майклом Бендісом та Алексом Малєєвим.

## Біографія вигаданого персонажа
Вулик був створений в лабораторіях HYDRA у їхній рідній базі Геєна. Цим паразитам пропонували / годували невідомого і несвідомого агента HYDRA як господаря, навколо якого вони могли злитися в особливу істоту. Гротескний і загрозливий як на зріст, так і на вигляд, Вулик не мав власної ідентичности, як такий, оскільки його колектив буде панувати над людським господарем, якого він охоплює.  Тим НЕ менше, він має тихий і хитрим інтелектом і як результат його кондиціонування повністю присвячений HYDRA справі в ту ступінь, що барон Штрукер призначений його як підставні поруч себе, гадюки, Горгони, Кракена і нова мадам HYDRA в форма потрійного агента Валентина Аллегра де Фонтен. 
Коли ГІДРА почала війну проти суперницької організації Левіафан, Валентина виявила свою справжню вірність і вбила свого попередника Вайпера. Коли Струкер та інші голови виявили труп Гадюки, Вулик шокував і здивував їх усіх, злившись із тілом померлої жінки, оживляючи Гадюку, але з самими паразитами, що збиралися в цибулину масу на її голові з чотирма щупальцями. 
У Ніка Ф'юрі одна зі своїх команд, яку очолює його син Мікель Ф'юрі, направлена на знищення бази Вулля, розташованої в Індійському океані. На команду нападають сотні агентів HYDRA, які контролює сам Hive. Команда перевантажена, але не раніше, ніж пожертвувати собою, щоб підірвати базу, імовірно, вбивши Вулик. 
Беручи назад свій титул, як мадам HYDRA, гадюки і Горгони згодом відкололася від ослаблення хватки барона Стракера на HYDRA і уклав союз з Norman Osborn «s HAMMER організації.  Під час цього нетривалого та неміцного союзу Осборн домовився про те, щоб мадам ГІДРА пройшла операцію з вилучення Вулика з неї таким чином, щоб зберегти її в живих. 
Пізніше Вулик знайдений живим у прикрашеному ГІДРОЮ склепі в Єгипті новою мадам ГІДРА в її спробі створити нову Вищу раду ГІДРИ на допомогу Стіву Роджерсу, котрий свою історію змінив, щоб роками бути спальним агентом ГІДРИ Червоним черепом ' клон, використовуючи сили Кобіка. 
Під час сюжетної лінії «Таємна імперія» показано, що Вулик взяв під свій контроль Руку, коли Андеграунд стикається з ним та Горгоною в Мадріпурі. Вулик переможений Тоні Старком ШІ 

## Сили та здібності
Тіло Вулика, хоч і є двоногим, не є твердою фігурою, а звивається громадою численних паразитів. Таким чином, ці паразити насправді можуть відірватися від маси і атакувати інших на високій швидкості, роблячи їх ефективною снарядною зброєю. Як одне, Вулик здатний заявити про себе як про особистість, хоча і без імені та особистості. У цій формі він здатний говорити - мова, однак, невідома, хоча на ній говорять і інші агенти HYDRA, - що припускає, що це один із їх власних задумів, створених для стратегічної таємниці, коли перебувають у полі. Вулик здатний дихати як на суші, так і під водою.
Рівень сили вулика ніколи не виявляється, але мається на увазі, що вулик володіє більшою, ніж середня фізична сила, завдяки спільним зусиллям його паразитів. Єдиною слабкістю Вулика є те, що, незважаючи на смертельність паразитів, він все ще має фізичні обмеження свого господаря; іншими словами, хоча він може покращити силу та навички господаря, він не може виконувати неможливості, такі як політ, якщо господар не може. Крім того, будь-які хвороби, які страждають від хазяїна до поглинання, все ще будуть присутні і впливатимуть на вулик - наприклад, його первісний людський хазяїн мав хвилинне захворювання крові, а також був діабетиком - отже, чому керівники HYDRA вважали його кормом для Експеримент з вуликом, і він також зробив би його досить слабким, щоб його поглинути. Ці хвороби також могли бути присутніми у вулику згодом. Коли Вулик згодом об’єднався з Гадюкою, цих недуг більше не було.

## В інших ЗМІ
Нелюдська версія Вулику, також відома як Альвіус, з'являється головним антагоністом у 3 сезоні Агентів ЩИТА Спочатку воїн мая в давнину (зображений Джейсоном Гловером), він був схоплений Крі Жнецями і став одним з перших піддані проходять терригенез, процес, який використовується для створення суперсолдатів, відомих як нелюди.  Теригенез перетворює його на масу клітинних паразитів, які виживають, заселяючи мертвого людського господаря, отримуючи при цьому їхні спогади, і він може виявляти чужорідну голову стирчалими щупальцями. Вулик може вигнати паразитів, щоб пожирати людей для поживи, або заразити нелюдів, щоб " погойдувати " їх під своїм контролем у свідомості вулика.  Стародавні нелюди боялися його і використовували технологію Крі, щоб вигнати його на далеку планету під назвою Мавет.  Його решта прихильників створили таємне товариство, щоб підготувати світ до його повернення (в кінцевому підсумку перетворившись на терористичну організацію HYDRA ) та забезпечити нових жертв / господарів, зокрема лорда Манзіні (зображений Даніелем Дж. Вулфом),  Натаніель Малік (зображений Джоель Кортні )  та астронавт НАСА Вілл Деніелс (зображений Діллоном Кейсі ). Завдяки зусиллям HYDRA, Вулик повертається на Землю в трупі лідера HYDRA Гранта Уорда (зображений Бретт Далтон ).  Hive захоплює контроль над HYDRA і відтворює експеримент Terrigenesis, захоплюючи бойову частину, щоб розповсюдити по всьому світу вірус, який перетворює людей на заражених вуликами первісних нелюдських воїнів.  Його зусилля перешкоджає SHIELD, коли Лінкольн Кемпбелл затримує їх обох у просторі, пов'язаному Quinjet, що містить вибухуючий боєголовок, вбиваючи обох.  У " Справжній угоді " прояв страху Вулля є одним із проявів страху, випущених, коли маяк Крі вибухнув поблизу трьох монолітів. Його зруйнували Філ Коулсон і Смерлок. 